# ناحیه مورونداوا
ناحیه مورونداوا (به لاتین: Morondava District) یک ناحیه در ماداگاسکار است که در منابه واقع شده‌است.